# Скідмор (Міссурі)
Скідмор (англ. Skidmore) — місто (англ. city) в США, в окрузі Нодавей штату Міссурі. Населення — 245 осіб (2020).

## Географія
Скідмор розташований за координатами 40°17′16″ пн. ш. 95°4′46″ зх. д. / 40.28778° пн. ш. 95.07944° зх. д. (40.287883, -95.079518).  За даними Бюро перепису населення США в 2010 році місто мало площу 0,87 км², уся площа — суходіл.

## Демографія
Згідно з переписом 2010 року, у місті мешкали 284 особи в 122 домогосподарствах у складі 81 родини. Густота населення становила 328 осіб/км².  Було 172 помешкання (199/км²).
Расовий склад населення:
| - 99,3 % — білих - 0,4 % — корінних американців |

До двох чи більше рас належало 0,4 %. Частка іспаномовних становила 0,0 % від усіх жителів.
За віковим діапазоном населення розподілялося таким чином: 21,8 % — особи молодші 18 років, 59,5 % — особи у віці 18—64 років, 18,7 % — особи у віці 65 років та старші. Медіана віку мешканця становила 45,4 року. На 100 осіб жіночої статі у місті припадало 111,9 чоловіків;  на 100 жінок у віці від 18 років та старших — 100,0 чоловіків також старших 18 років.
Середній дохід на одне домашнє господарство  становив 36 086 доларів США (медіана — 28 958), а середній дохід на одну сім'ю — 41 765 доларів (медіана — 33 542). Медіана доходів становила 30 000 доларів для чоловіків та 25 000 доларів для жінок. За межею бідності перебувало 37,5 % осіб, у тому числі 59,8 % дітей у віці до 18 років та 16,9 % осіб у віці 65 років та старших.
Цивільне працевлаштоване населення становило 93 особи. Основні галузі зайнятості: освіта, охорона здоров'я та соціальна допомога — 28,0 %, виробництво — 15,1 %, роздрібна торгівля — 12,9 %.